# Typotheriopsis
Typotheriopsis — це вимерлий рід Notoungulate, що належав до родини Mesotheriidae, яка включала кілька невеликих розмірів видів, що спеціалізувалися на риття. Рід вважається сестринським таксоном клади, включаючи Mesotherium і Pseudotypotherium. Його скам'янілості відомі з хасікоанського та уайкерського періодів, зокрема серед пізньоміоценових порід із формації Арройо-Часіко та формації Серро-Азул в Аргентині.

## Опис
Typotheriopsis chasicoensis був описаний у 1931 році Анхелем Кабрерою та Хорхе Л. Краглієвичем із голотипом, що складається з погано збережених залишків черепа з формації Арройо Часіко в Аргентині. Ці останки були схожі на Pseudotypotherium, але включали більш товсті зуби та менш атрофовані різці, ніж в інших пологів мезотерид. Пізніші дослідження розширили цей список відмінностей між Typotheriopsis і Pseudotypotherium. Він був великим для мезотерію, з широким черепом і підочноямковою ямкою на очниці, де, можливо, містилася пахуча залоза.